# 立花 (墨田区)
立花（たちばな）は、東京都墨田区の町名。現行行政地名は立花一丁目から立花六丁目。住居表示実施済み区域。

## 地理
墨田区の東端部に位置する。北で東墨田、東で旧中川を挟んで対岸に江戸川区平井、南で江東区亀戸、西は文花および八広。町域の東辺を旧中川をもって墨田区-江戸川境、南辺を北十間川をもって墨田区-江東区境とする。

### 地価
住宅地の地価は、2025年（令和7年）1月1日の公示地価によれば、立花5-17-13の地点で39万6000円/m2となっている。

## 歴史

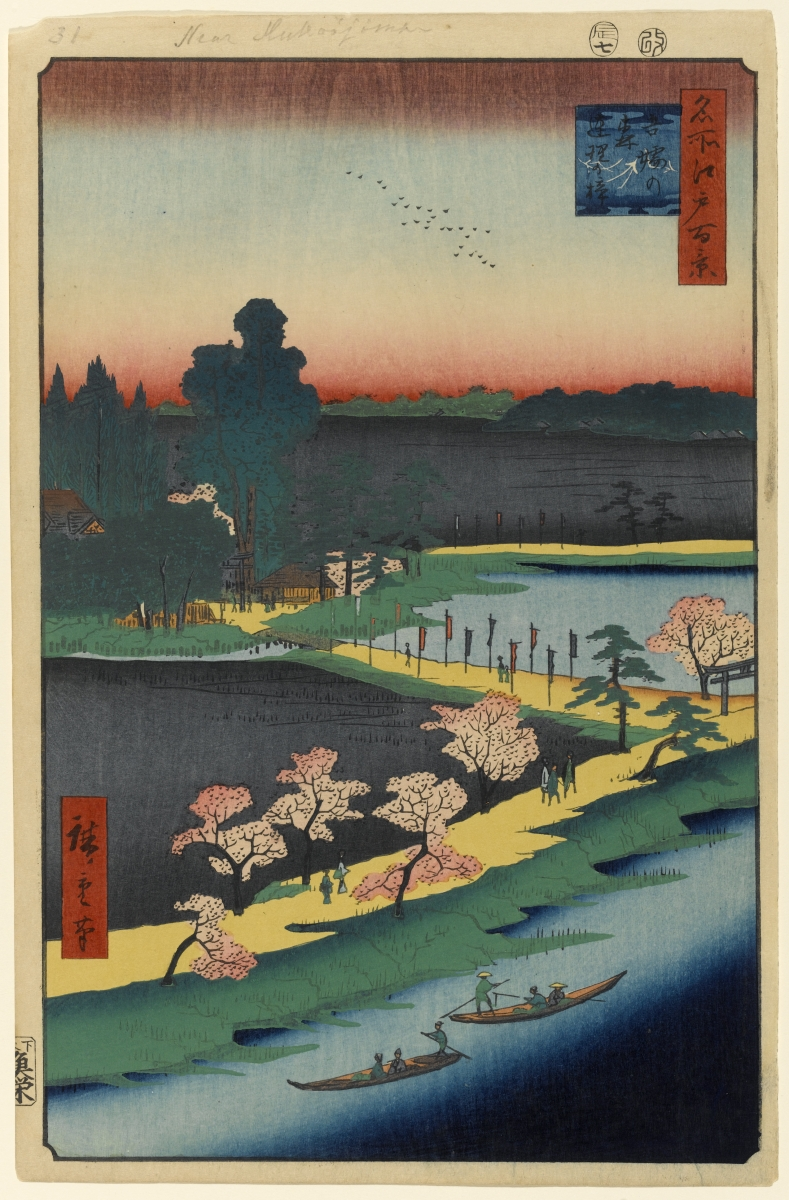
歌川広重

### 地名の由来
吾嬬神社（あづまじんじゃ）ゆかりの「弟橘姫（おとたちばなひめ）」に由来。弟橘姫は日本武尊（ヤマトタケル）の東征神話で、尊が相模より房総へ渡る際、暴風雨に見舞われ、海を鎮めるために“いけにえ” となり海中に没した人物。その遺品が流れ着き葬って塚としたものが「吾嬬神社」の始まりといわれる。（吾嬬=わが妻）の意とされる。

### 主な出来事
- 2022年（令和4年）12月27日 - 町内の化学工場で火災が発生。工場や近隣住宅など約2500平方メートルが焼失[6]。

## 世帯数と人口
2025年（令和7年）3月1日現在（墨田区発表）の世帯数と人口は以下の通りである。
| 丁目       | 世帯数     | 人口     |
| ---------- | ---------- | -------- |
| 立花一丁目 | 3,580世帯  | 6,088人  |
| 立花二丁目 | 925世帯    | 1,668人  |
| 立花三丁目 | 1,741世帯  | 3,050人  |
| 立花四丁目 | 2,026世帯  | 3,786人  |
| 立花五丁目 | 2,109世帯  | 4,481人  |
| 立花六丁目 | 1,239世帯  | 2,360人  |
| 計         | 11,620世帯 | 21,433人 |

### 人口の変遷
国勢調査による人口の推移。
| 年                 | 人口   |
| ------------------ | ------ |
| 1995年（平成7年）  | 19,458 |
| 2000年（平成12年） | 18,731 |
| 2005年（平成17年） | 19,422 |
| 2010年（平成22年） | 19,228 |
| 2015年（平成27年） | 20,139 |
| 2020年（令和2年）  | 20,962 |

### 世帯数の変遷
国勢調査による世帯数の推移。
| 年                 | 世帯数 |
| ------------------ | ------ |
| 1995年（平成7年）  | 7,444  |
| 2000年（平成12年） | 7,657  |
| 2005年（平成17年） | 8,421  |
| 2010年（平成22年） | 8,663  |
| 2015年（平成27年） | 9,335  |
| 2020年（令和2年）  | 10,114 |

## 学区
区立小・中学校に通う場合、学区は以下の通りとなる（2022年9月時点）。
| 丁目       | 番地         | 小学校                     | 中学校                 |
| ---------- | ------------ | -------------------------- | ---------------------- |
| 立花一丁目 | 全域         | 墨田区立立花吾嬬の森小学校 | 墨田区立吾嬬立花中学校 |
| 立花二丁目 | 全域         | 墨田区立立花吾嬬の森小学校 | 墨田区立吾嬬立花中学校 |
| 立花三丁目 | 2〜11番      | 墨田区立立花吾嬬の森小学校 | 墨田区立吾嬬立花中学校 |
| 立花三丁目 | 1番 12〜29番 | 墨田区立東吾嬬小学校       | 墨田区立吾嬬立花中学校 |
| 立花四丁目 | 全域         | 墨田区立東吾嬬小学校       | 墨田区立吾嬬立花中学校 |
| 立花五丁目 | 全域         | 墨田区立中川小学校         | 墨田区立吾嬬立花中学校 |
| 立花六丁目 | 全域         | 墨田区立中川小学校         | 墨田区立吾嬬立花中学校 |

## 交通

### 鉄道
- 東武鉄道
  - 亀戸線：東あずま駅

### 道路・橋梁
道路
- 都道
  - 東京都道306号王子千住夢の島線（明治通り）
  - 東京都道476号南砂町吾嬬町線（丸八通り）

橋梁
- 旧中川に架かる橋
  - 中平井橋
  - 平井橋
- 北十間川に架かる橋
  - 福神橋（東京都道306号王子千住夢の島線（明治通り））
  - 新小原橋（東京都道476号南砂町吾嬬町線（丸八通り））

## 事業所
2021年（令和3年）現在の経済センサス調査による事業所数と従業員数は以下の通りである。
| 丁目       | 事業所数  | 従業員数 |
| ---------- | --------- | -------- |
| 立花一丁目 | 136事業所 | 1,104人  |
| 立花二丁目 | 69事業所  | 462人    |
| 立花三丁目 | 93事業所  | 729人    |
| 立花四丁目 | 137事業所 | 1,158人  |
| 立花五丁目 | 157事業所 | 1,449人  |
| 立花六丁目 | 79事業所  | 418人    |
| 計         | 671事業所 | 5,320人  |

### 事業者数の変遷
経済センサスによる事業所数の推移。
| 年                 | 事業者数 |
| ------------------ | -------- |
| 2016年（平成28年） | 763      |
| 2021年（令和3年）  | 671      |

### 従業員数の変遷
経済センサスによる従業員数の推移。
| 年                 | 従業員数 |
| ------------------ | -------- |
| 2016年（平成28年） | 5,491    |
| 2021年（令和3年）  | 5,320    |

## 施設

### 教育
- 墨田区立花幼稚園（立花1丁目）
- 墨田区立東あずま保育園（立花1丁目27）
- 墨田区立立花吾嬬の森小学校（立花1丁目）
- 墨田区東吾嬬小学校（立花4丁目）
- 墨田区中川小学校（立花5丁目）
- 墨田区立吾嬬立花中学校（立花5丁目48−2）

- 東京都立橘高等学校（立花4丁目）

### 児童館
- 墨田区立立花児童館（フレンドリープラザ立花児童館。立花1丁目）

### 図書館
- 墨田区立立花図書館（立花6丁目）

### 公園
- 立花公園（立花1丁目）
- 立花いこい公園
- たちばな仲よし公園
- 中川公園
- たちばな児童遊園
- あづま児童遊園
- 東あずま公園（立花2丁目）
- 平井橋第1公園
- 平井橋第2公園

### 神社
- 吾嬬神社（1丁目1番地） - #地名の由来参照
- 立花白髭神社（6丁目）

### 寺社
- 明源寺

### 古民家
- 立花大正民家園 旧小山家住宅

## 有名人
- 小出由華
- 坂崎幸之助

## その他

### 日本郵便
- 郵便番号 : 131-0043[3]（集配局 : 向島郵便局[16]）。